# Kaakgewricht

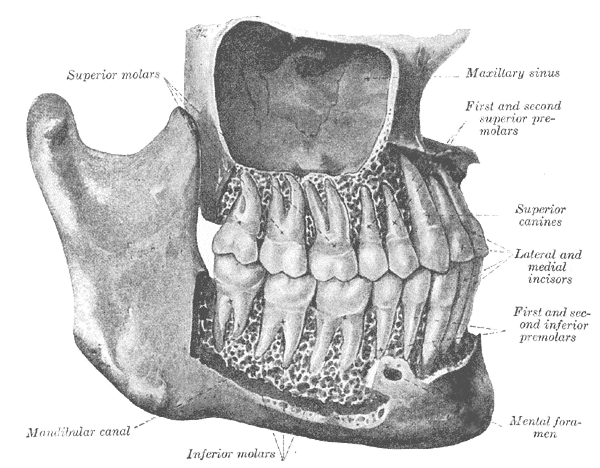

Het kaakgewricht of de articulatio temporomandibularis verbindt de onderkaak met de schedelbasis. Het is een uniek dubbelgewricht en zorgt voor de beweging van de onderkaak ( de bovenkaak kan niet bewegen want deze zit vast verankerd aan de schedelbasis). De beweging van het kaakgewricht kan worden gevoeld als men een vinger net voor de oren plaatst en de mond opent. Doordat deze gewrichten heel flexibel zijn, kan de onderkaak in alle richtingen bewegen waardoor spreken, kauwen, slikken, geeuwen en dergelijke mogelijk zijn.

## Anatomie
De belangrijkste onderdelen van het kaakgewricht.
- Caput mandibulae van de mandibula: Het kaakkopje. Het kaakkopje is niet bedekt met hyalien kraakbeen. De oppervlakte bestaat uit een laag fibreus bindweefsel.
- Fossa articularis en tuberculum articulare van de pars squamosa van het os temporale: het kommetje van de schedelbasis waar het kaakkopje in past.
- Discus articularis: Tussenschijfje dat bestaat uit collageen bindweefsel met elastische vezels
- Gewrichtskapsel: De binnenzijde van de kapsel is bedekt door de synoviale membraan, die het synoviaal vocht afscheidt.

Het gewricht is gevuld met synoviale vloeistof dat fungeert als een soort glijmiddel.
In strikte zin bestaat het kaakgewricht uit de gewrichtsholte, het gewrichtskopje en de tussenliggende discus articularis. Deze belangrijkste drie elementen worden bijeengehouden en omgeven door de gewrichtskapsel. Nauw ermee verbonden zijn de belangrijke ligamenten die het gewricht omgeven en versterken, en de musculus pterygoideus lateralis, het collum mandibulae en de discus. Ruimer gezien moeten voor het kauwsysteem ook de andere kauwspieren en de tandenbogen hierbij gerekend worden. Men spreekt daarom tegenwoordig over het kaakcomplex.

## Uniek
Het kaakgewricht neemt een heel aparte plaats in onder de gewrichten. Het is een parig gewricht. Beide kaakgewrichten zijn star met elkaar verbonden. Als het linker gewricht beweegt moet ook het rechtergewricht bewegen. Dit zorgt voor een complexe situatie bij het gebruik van de gewrichten.

## Innervatie
De innervatie van het kaakgewricht is beperkt tot het gewrichtskapsel en een stuk van de discus articularis. Het zijn hoofdzakelijk vezels van de nervus auriculotemporalis, maar ook van de nervus massetericus en nervus temporalis. Het centrale deel van de discus is niet gevasculariseerd en vertoont geen zenuwuiteinden.

## Beweging
Het is het enige gewricht dat een zogenaamde gepaarde beweging maakt, dat wil zeggen de bewegingen van het linker kaakgewricht zijn afhankelijk van die van het rechter en omgekeerd. De kop van het gewricht bevindt zich in de kom en draait gedurende het eerste stukje van de mondopening (ongeveer de eerste 20 mm) in die kom (rotatie beweging). Wordt de mond verder opengedaan dan gaat de kop verschuiven naar voren, dat is goed te voelen met de vinger voor het oor (translatie beweging). Ook zijdelingse bewegingen van de onderkaak worden mogelijk gemaakt door een combinatie van draai- en schuifbewegingen van linker en rechter kaakgewricht. Het kraakbeenschijfje (de discus articularis) zorgt voor een soepel verloop van de bewegingen. De bewegingen van de onderkaak worden gemaakt door een ingewikkeld samenstel van de kauwspieren.

## Kaakgewrichtsproblemen
Er zijn veel mensen die door problemen van het kaakgewricht last hebben bij het bewegen van de onderkaak. Deze kaakgewrichtsklachten openbaren zich klinisch als verstoringen in normaliter vloeiend verlopende bewegingen van de onderkaak, zoals slingerende onderkaakbewegingen, onregelmatige bewegingen, bewegingsbeperkingen, slotverschijnselen (open lock en closed lock), luxaties en kaakgewrichtsgeluiden. Ook pijn kan zich soms voordoen in het kaakgewricht. Circa 20-30% van de bevolking heeft één of meerdere symptomen, slechts een enkeling behoeft behandeling. Het slecht functioneren van het kaakgewricht valt onder de noemer temporomandibulaire disfunctie.
Kaakgewrichtsklachten worden veroorzaakt door afwijkingen in de vorm of positie van de intra-articulaire weefsels van het kaakgewricht of van het gewrichtskraakbeen. De meest voorkomende morfologische gewrichtsafwijkingen zijn discusverplaatsingen en luxaties. Verder kan de kraakbeenbekleding van het kaakgewricht worden aangetast (artralgie) door allerlei gewrichtsaandoeningen, zoals osteoartrose en reumatoïde artritis, met crepiterende geluiden en/ of beperkte bewegingen van de onderkaak als gevolg.
Kaakgewrichtsklachten gaan louter over problemen uitgaande van het kaakgewricht en dienen derhalve te worden onderscheiden van het bredere begrip kaakklachten.